# Die Maske (1994)

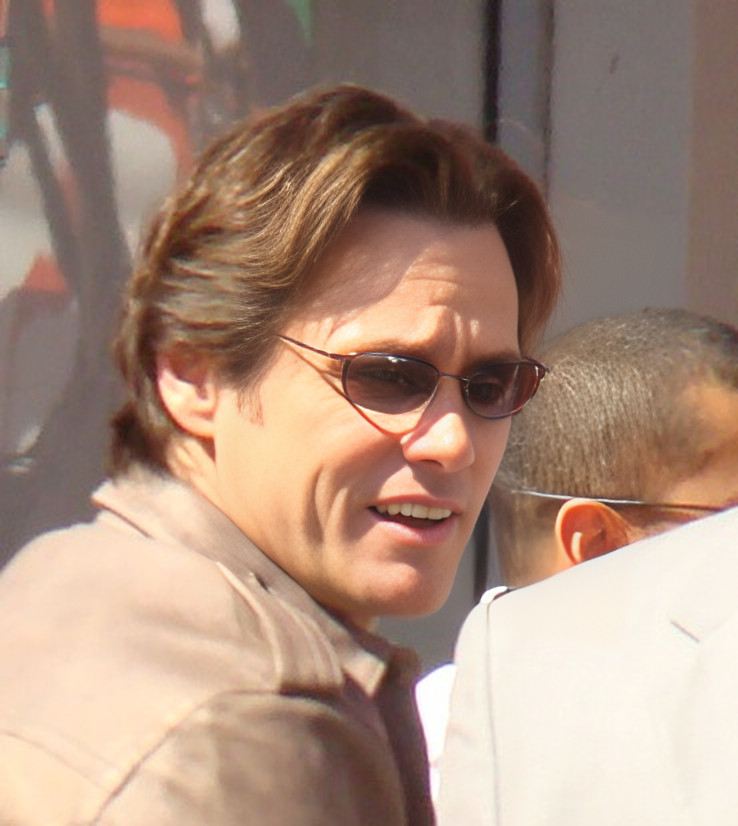
Jim Carrey alias Stanley Ipkiss

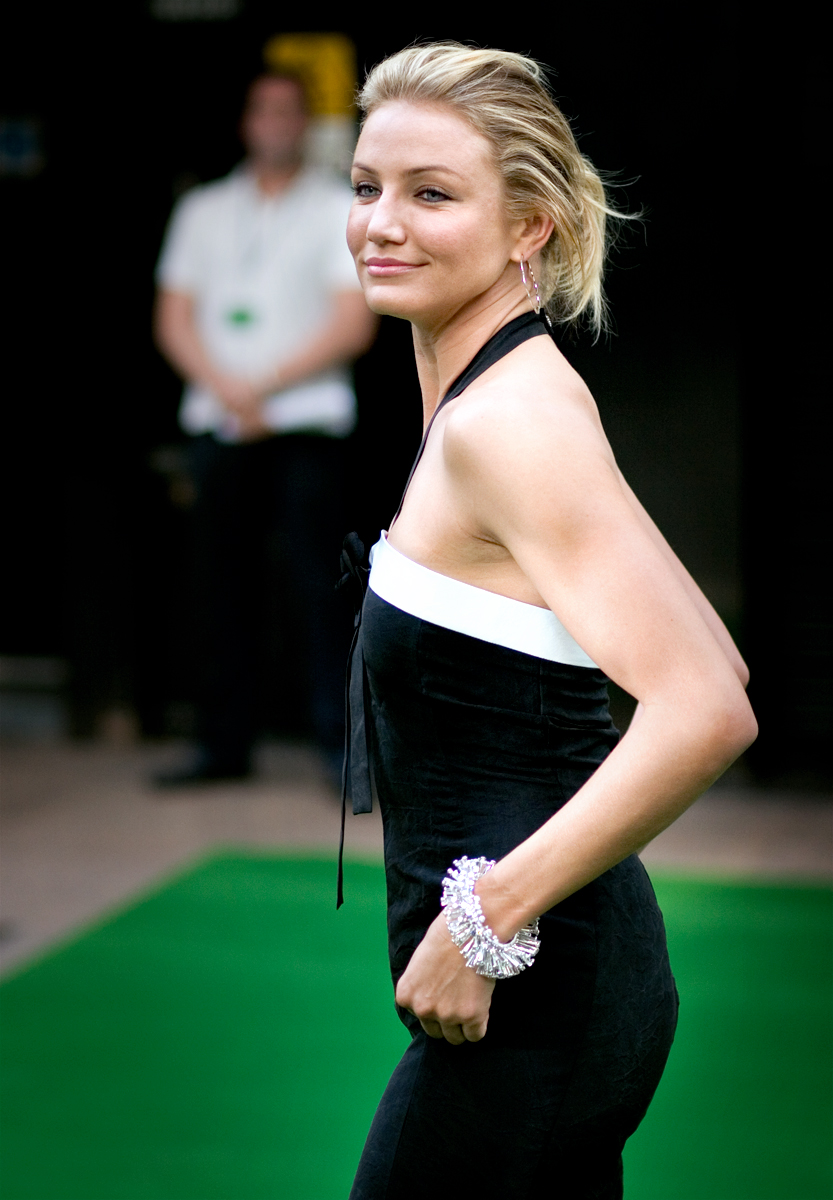
Cameron Diaz alias Tina Carlyle

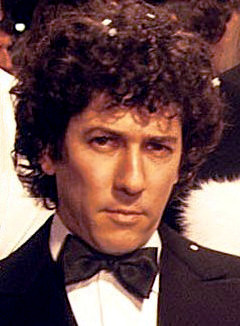
Peter Riegert alias Lt. Kellaway

Die Maske (weiterer Verweistitel: Die Maske – Von Null auf Held) ist eine US-amerikanische Filmkomödie mit Jim Carrey und Cameron Diaz aus dem Jahr 1994. Der Film startete am 24. November 1994 in den deutschen Kinos.

## Handlung
Der schüchterne und erniedrigte Bankangestellte Stanley Ipkiss (Carrey), der die Looney Tunes und seinen Jack Russell Terrier Milo liebt, bei Frauen aber kein Glück hat, erhält von seinem Kumpel Charlie eine Einladung in den Nachtclub Coco Bongo. Kurze Zeit später betritt die Blondine Tina Carlyle (Diaz), die in diesem Club als Sängerin auftritt, die Bank, um ein Konto zu eröffnen. Stanley berät sie nervös und ungeschickt, doch sie scheint sich für ihn zu interessieren. In ihrer Tasche hat Tina eine Kamera versteckt, denn sie wurde von ihrem Freund, dem Gangster Dorian Tyrell, in die Bank geschickt, um einen Bankraub vorzubereiten. Tyrell, Angestellter des Coco Bongo, plant seinen Boss Niko zu überflügeln und zu stürzen.
Nach der Arbeit möchte Stanley sein Auto in der Werkstatt abholen. Die Mechaniker überlassen ihm stattdessen eine Schrottkarre (tatsächlich ein Studebaker Champion von 1951) als Ersatzfahrzeug. Damit fährt er zum Club, doch der Türsteher des Coco Bongo lässt ihn nicht hinein. Enttäuscht fährt Stanley heim, jedoch bleibt das Auto auf einer Brücke stehen. Stanley sieht im Fluss etwas, was er zuerst für einen Menschen hält, doch es ist eine alte, hölzerne grüne Maske.
Als er daheim die Maske aufsetzt, verwandelt er sich in eine comicartige Figur mit grünen Kopf, für die die Gesetze der Physik nicht gelten. In dieser Gestalt kann er seine Wünsche und Sehnsüchte ungehindert ausleben. Mit bizarren Hilfsmitteln aus dem Hammerspace erschreckt er zuerst seine bösartige Vermieterin, dann einen rücksichtslosen Autofahrer, schließlich eine Rockergang. Auch die beiden Automechaniker aus der Werkstatt werden von der „Maske“ besucht und übel zugerichtet. Am nächsten Morgen klopft der Polizist Lt. Kellaway bei Stanley und befragt ihn wegen der Vorfälle. Stanley behauptet, von nichts zu wissen. Auch die hübsche, aber skrupellose Reporterin Peggy Brandt stellt Nachforschungen an. Sie findet Stanley über dessen Auto, das noch in der Werkstatt steht, und macht ihm Avancen. 
In der kommenden Nacht setzt Stanley die Maske erneut auf. Da er Geld braucht, raubt er seine eigene Bank aus, wobei er Tyrells Komplizen wenige Minuten zuvorkommt und von ihnen beobachtet wird. Die „Maske“ hat nun leichten Zutritt zum Coco Bongo. Dort schaut sie Tinas Auftritt zu (die Maske als „verliebter Wolf“ zitiert eine Szene aus „Red Hot Riding Hood“, einem bekannten Cartoon von Tex Avery), springt dann selbst auf die Bühne und beginnt, meisterlich mit Tina zu tanzen. Tina verliebt sich in den Maskenmann, als er sie küsst. Tyrell, der seine Pläne durchkreuzt sieht, versucht ihn vergeblich zu erschießen. Auch der Polizist Kellaway sucht nach der „Maske“ und findet im Club ein Stück von Stanleys unverwechselbarem Schlafanzug. Am nächsten Morgen konfrontiert Kellaway ihn mit dem Stofffetzen. Stanley behauptet, der Schlafanzug sei gestohlen worden.
Stanley hat für Tina ein Rendezvous mit der „Maske“, angeblich ein Freund von ihm, vereinbart. Vorher sucht er den Psychologen und Maskenexperten Dr. Newman auf. Newman meint, dass die Maske Loki darstelle, den nur nachts aktiven nordischen Gott des Schabernacks und der Bosheit, der aus Walhalla verbannt wurde. Als Stanley ihm die Wirkung der Maske demonstrieren will, schlägt das fehl, da sie offenbar tagsüber nicht funktioniert. Dr. Newman hält ihn für verrückt, gibt ihm aber immerhin den Rat, beide Persönlichkeiten für sich zu akzeptieren.
Stanley erscheint als „Maske“ zu dem vereinbarten Rendezvous, doch er wird unangenehm zudringlich und Tina muss vor ihm flüchten. Die Polizei versucht ihn mit großem Aufgebot zu verhaften, doch er kann sich zunächst mit einer Tanznummer aus der Affaire ziehen und schließlich im Auto der Reporterin Peggy fliehen – die ihn prompt an Tyrell ausliefert. Tyrell nimmt die Maske an sich und setzt sie auf. Auch er erhält Superkräfte und verwandelt sich in eine böse Figur ähnlich einem Batman-Schurken. Stanley soll ihm als Sündenbock dienen. Er wird zusammen mit einer grünen Gummimaske vor dem Polizeirevier aus dem Auto gestoßen.
In der Zelle besucht ihn Tina. Sie erzählt ihm, dass Tyrell einen Anschlag auf Nikos Wohltätigkeitsball im Coco Bongo plant. Beiden wird klar, wozu Tyrell mit der Maske fähig ist. Tina soll aus der Stadt fliehen, wird aber von Tyrells Leuten abgefangen und zum Nachtclub mitgenommen. Stanley bricht mit der Hilfe seines Hundes aus dem Polizeirevier aus, nimmt Kellaway als Geisel und fährt ebenfalls zum Coco Bongo.
Dort kommt es zum Showdown. Tyrell mit der Maske und dessen Leute sprengen die Tore, stürmen den Club und bringen Niko um. Danach fesseln sie Tina, bringen an ihr eine Sprengladung an und stellen den Zeitzünder auf zehn Minuten. Tina wendet eine List an, indem sie Tyrell auffordert, sie nochmal als „echter“ Dorian zu küssen – ohne die Maske. Dabei befreit Tina ihr Bein und kickt die Maske durch die Luft. Es entwickelt sich eine wilde Schlägerei, bei der auch Milo für einige Minuten die Maske trägt, bevor Stanley sie schließlich wiedererlangt. Er schluckt mit Hilfe seiner Superkräfte die Bombe und spült Tyrell in einen herbeigezauberten, riesigen Abfluss. Danach nimmt er die Maske ab. Als Kellaway ihn erneut verhaften will, wird er vom Bürgermeister gehindert, der Gast im Club war und gesehen hatte, dass „Tyrell die Maske gewesen sei“ und Stanley ihn und die anderen Gäste gerettet habe.
Zum Schluss fahren Stanley, Tina, Charlie und Milo auf eine Brücke über dem Fluss. Stanley zögert, die Maske hineinzuwerfen. Tina nimmt sie aus seiner Hand und wirft sie über ihre Schulter ins Wasser. Er braucht sie nicht mehr, um Tina zu gefallen. Während sich die beiden in den Armen liegen, springt Charlie der an der Oberfläche treibenden Maske hinterher, doch Milo ist schneller und schwimmt mit ihr im Maul davon.

## Auszeichnungen
- 1995: Oscar: Nominiert in der Kategorie Beste Spezialeffekte
- 1995: Golden Globe Award: Nominiert in der Kategorie Bester Darsteller/Komödie-Musical (Carrey)
- 1995: Saturn Awards: Nominiert in den Kategorien Bestes Kostümbild, Bester Fantasyfilm und Beste Maske
- 1995: BAFTA Awards: Nominiert in den Kategorien Beste Maske, Beste Ausstattung und Beste Spezialeffekte
- 1995: MTV Movie Awards: Nominiert in der Kategorie Bester Komödiendarsteller (Carrey). Außerdem nominiert in den Kategorien Beste Nachwuchsleistung (Diaz), Beste Tanzszene und Begehrenswerteste Darstellerin (Diaz)
- 1995: Goldene Himbeere: Nominiert in der Kategorie Schlechtester neuer Darsteller (Carrey)

## Hintergrund
Der Film basiert auf der gleichnamigen Comicserie. So wurden mehrere Charaktere – unter anderem Stanley Ipkiss, Milo, Mrs. Peanman, Charlie Schumaker, Lt. Kellaway, Sgt. Doyle und Peggy Brandt – aus dieser übernommen. Die Handlung des Films findet an fünf Tagen statt. 2005 wurde die Geschichte mit Die Maske 2: Die nächste Generation ohne Jim Carrey fortgesetzt.
Cameron Diaz hatte im Film ihr Kinodebüt.
18 Millionen Dollar Produktionskosten haben mehr als 100 Millionen Dollar Einspielerlöse entgegengestanden, insgesamt spielte Die Maske weltweit mehr als 351 Millionen US-Dollar ein.
Von 1995 bis 1997 wurde eine auf dem Film basierende Zeichentrickserie ausgestrahlt.

## Kritiken
„Zwei Stars hat dieser Film: Jim Carrey und die von der George-Lucas-Firma ILM verantworteten digitalen Effekte. Genaugenommen ist ‚Die Maske‘ kein Spielfilm, sondern ein Comic. Die Story dient nur als Bindeglied für Carreys verrückte, aberwitzige Späße, die buchstäblich im Maschinengewehrtakt zünden. Ein historisches Effekt-Meisterwerk, dem selbst ein kleiner Bildschirm nichts anhaben kann. Wenn Jim Carrey hiermit nicht zum Superstar in Deutschland wird, womit dann?“

„[…] Niemand anderes als Jim Carrey hätte die Titelrolle spielen können – denn von seiner Mimik lebt ein Großteil des Films. Für die Special Effects sorgte George Lucas’ ‚Industrial Light And Magic‘ und kassierte dafür eine ‚OSCAR‘-Nominierung. Ansonsten ist das ganze grell und bunt und an manchen Stellen übertrieben komisch.“

„Wenn nicht Jim Carrey wer dann? Hier darf der Starkomiker mal wieder das Kind in sich rauslassen und verleiht seiner Rolle somit genau das, was sie darstellen soll – eine herumspringende, verrückt-abgedrehte Figur aus einer anderen Welt. Man möchte sagen, dass diese Rolle ihm wie auf den Leib geschrieben ist – egal ob mit oder ohne Maske. Und mit den stilistischen Mitteln einer comicähnlichen Welt erzeugt die grüngesichtige Hauptfigur einen Gag nach dem anderen. ‚Roger Rabbit‘ lässt grüßen … Und Cameron Diaz? Die hat zwar nicht viel zu tun, außer hübsch auszusehen, aber das tut sie verdammt gut. Unfassbar sexy präsentiert sie sich hier und verdreht somit nicht nur ‚Der Maske‘ einmal mehr den (grünen) Kopf.“

„Eine mit staunenswerter Computer-Technik hergestellte Mischung aus Real- und Animationsfilm, die sich ganz auf ihre tricktechnischen Effekte verläßt und damit der dünnen Handlung und den flachen Charakteren Aufmerksamkeit verschafft. Da auch die Schauspieler von der Technik dominiert werden, hält sich der Unterhaltungswert in Grenzen.“